# اکبر لکستانی
اکبر لکستانی (زادهٌ ۲۷ آذر ۱۳۴۷) روزنامه‌نگار ایرانی- آمریکایی، فعال حقوق بشر، زندانی سابق سیاسی، عضو و ریس سابق شورای شهر شوط از توابع استان آذربایجان غربی. اکبر لکستانی در مجموع بیش از ۶ سال در بازداشت و زندان های جمهوری اسلامی به سربرده. 

## بازداشت و زندان در ایران
او در اوایل سال ۸۶ با اتهامات توهین به مسئولان نظام و فعالیت تبلیغی علیه نظام بازداشت، و پس از یک ماه با تأمین وثیقه ۴۰ میلیون تومانی به‌صورت موقت آزاد می‌شود. اتهامات پیشین او، از جمله مجموعه‌ای شامل سخنرانی در مسجد جامع شهر شوط برای استقبال نکردن مردم از رئیس‌جمهوری وقت محمود احمدی‌نژاد در شهریور سال ۸۵ عنوان شده بود. در دی‌ماه سال ۸۶ دادگاه انقلاب شهرستان خوی آقای لکستانی را به سه سال زندان محکوم کرد که پس از انتقال به زندان و گذراندن بخشی از حکم حبس تعزیری، به دلیل اعتصاب غذا و بیماری‌های متعدد و وخامت حال جسمانی و نیز گزارش پزشک معتمد زندان و گزارش پزشک قانونی، با وثیقه از زندان ماکو به مرخصی اعزام شد و پس از مدتی به دلیل فشارهای وارده از سوی نیروهای امنیتی، مجبور به ترک کشور شد، اما مدتی بعد دوباره به ایران بازگشت.

## دستگیری بعد از ورود مجدد به ایران
او در مهرماه ۱۳۹۸ به‌قصد دیدار با مادر سالخورده و مریضش از طریق مرز زمینی سرو از کشور ترکیه وارد خاک ایران شد. با وجود مختومه بودن پرونده قبلی قضایی اش به اتهام همکاری با گروه‌های مخالف جمهوری اسلامی ایران در بدو ورود در مرز سرو دستگیر به اطلاعات ارومیه انتقال داده شد. او در طول بازداشتش چند بار دست به اعتصاب غذا زد که پس از بیهوشی او را به بیمارستان امام خمینی انتقال داده و پس از مداوا او را به دلایل واهی اختلالات روانی به بیمارستان روانی رازی ارومیه انتقال دادند. او نهایتاً پس از تحمل حدود ۴۷ روز بازداشت به قید وثیقه از زندان آزاد و به ایالات متحده آمریکا بازگشت.

## شکایت از جمهوری اسلامی ایران
او پس از بازگشت به آمریکا به دلیل دستگیری مجدد در ایران از دولت جمهوری اسلامی ایران، رهبر جمهوری اسلامی ایران و سپاه پاسداران جمهوری اسلامی به دادگاه فدرال آمریکا شکایت نمود.
از جمله دلایل او برای شکایت در دادگاه فدرال تحمل بازداشت و شکنجه بدون ارتکاب جرم و نیز انتقال بی‌دلیل‌اش به بیمارستان روانی ارومیه بود.